# Titisee-Neustadt
 Titisee-Neustadt  este un oraș situat în sud-vestul landului Baden-Württemberg.